# Шубино (Харьковская область)
Шубино (укр. Шубіне) — село, относящееся к Лизогубовскому сельскому совету Харьковского района Харьковской области Украины.
Код КОАТУУ — 6325181505. Население по переписи 2001 года составляет 77 (32/45 м/ж) человек.

## Географическое положение
Село Шубино находится на левом берегу реки Уды, выше по течению на расстоянии в 0,5 км расположено село Темновка, ниже по течению примыкает село Кирсаново, на противоположном берегу — село Красная Поляна (Змиёвский район). На расстоянии в 1 км расположено село Лизогубовка. К селу примыкает лесной массив (сосна).

## Название
На территории Украины 2 населённых пункта с названием Шубино.

## История и происхождение названия
- Впервие упоминается в 1666 году[1]. Село било основано русскими военными поселенцами на землях между городами Змиёв и Чугуев. Начальником военного поста тогда был воевода Шубин. От его фамилии и пошло название села. Первые его жители — переселенцы с севера России — из Калуги, Вологды, Старицы, Бельц.
- В  1940 году, перед ВОВ, в Шубино было 70 дворов.[2]